# Senáculo
En la Antigua Roma, se llamaba senáculo al sitio donde se reunía el senado para celebrar sus sesiones. 
El lugar ordinario de la reunión de aquella asamblea fue primero la Curia Hostilia, constituido por el rey Tulio Hostilio en el Foro delante del Comicio. Incendiada cuando los funerales de Publio Clodio Pulcro (año 701 de Roma) y reedificada por Fausto, hijo de Sila, Lépido, jefe de caballería en tiempos de Julio César la demolió por odio contra Sila y César recibió el encargo de levantar una Nueva Curia en el sitio de la antigua. 
No se terminó este edificio hasta después de la muerte del dictador y fue dedicada por los triunviros en el año 712 de Roma con el nombre de Curia Julia. Hubo también otros edificios donde se verificaban algunas veces las sesiones y cualquiera que fuese recibía la denominación de senáculo.